# Colonia el Mirador, Apaxco
Colonia el Mirador är en ort i Mexiko, tillhörande kommunen Apaxco i den nordvästra delen av delstaten Mexiko, i den centrala delen av landet. Orten hade 336 invånare vid folkräkningen 2010.